# ایدس (کلرادو)
ایدس (به انگلیسی: Eads) شهری در ایالت کلرادو کشور ایالات متحده آمریکا است که جمعیت آن در سرشماری سال ۲۰۱۰ میلادی، ۶۰۹ نفر بوده‌است.